# باشگاه فوتبال ساترن رامنسکویه

## ورزشگاه و امکانات باشگاه
ورزشگاه اختصاصی باشگاه فوتبال ساترن رامنسکویه، با نام رسمی Saturn Stadium (ورزشگاه ساترن)، نه‌تنها مرکز اصلی برگزاری مسابقات خانگی این باشگاه است، بلکه یکی از شناخته‌شده‌ترین اماکن ورزشی منطقه مسکو محسوب می‌شود. این ورزشگاه در مرکز پارک شهر رامنسکویه واقع شده و با دسترسی مناسب، محیطی ایده‌آل برای هواداران فراهم کرده است.
تاریخ ساخت و ظرفیت:
این ورزشگاه در سال ۱۹۹۹ افتتاح شد و دارای ظرفیت ۱۴٬۶۸۵ نفر است. این ظرفیت در مقایسه با بسیاری از استادیوم‌های دسته‌های پایین روسیه، بالاتر و نشان‌دهنده اهمیت تاریخی این باشگاه در لیگ‌های برتر فوتبال روسیه است.
بازسازی‌ها و بهبودها:
ورزشگاه ساترن در سال‌های ۲۰۰۲ و ۲۰۰۴ مورد بازسازی‌های ساختاری و تجهیزاتی قرار گرفت. این بازسازی‌ها شامل به‌روزرسانی سکوها، ارتقاء سیستم‌های امنیتی، و نصب نورپردازی استاندارد برای برگزاری بازی‌های شبانه بود.
مشخصات فنی زمین مسابقه:
| ویژگی               | مشخصات                       |
| ------------------- | ---------------------------- |
| ابعاد زمین          | ۱۰۵ × ۶۸ متر                 |
| نوع چمن             | طبیعی                        |
| شدت نورپردازی       | ۱۲۰۰ لوکس                    |
| سیستم صوتی و تصویری | مجهز به تابلوهای دیجیتال LED |
| رختکن و امکانات     | دو رختکن حرفه‌ای + سالن ماساژ |

مرکز تمرین و امکانات جانبی:
باشگاه ساترن علاوه بر ورزشگاه اصلی، دارای یک مجموعه تمرینی مجهز در نزدیکی شهر رامنسکویه است. این مجموعه شامل زمین چمن مصنوعی، سالن بدنسازی، استخر بازیابی و فضای اختصاصی برای تمرینات تاکتیکی است. تیم‌های پایه و آکادمی باشگاه نیز در این مجموعه فعالیت می‌کنند.
اهمیت فرهنگی:
ورزشگاه ساترن نه‌تنها مرکز فوتبالی شهر رامنسکویه بلکه یکی از اماکن عمومی کلیدی برای برگزاری مراسم ورزشی، فرهنگی و حتی مسابقات استانی و دانشگاهی در منطقه مسکو محسوب می‌شود.

## تاریخچه باشگاه فوتبال ساترن رامنسکویه (FC Saturn Ramenskoye)
باشگاه فوتبال ساترن رامنسکویه با پیشینه‌ای بیش از ۷۵ سال، یکی از قدیمی‌ترین و خاطره‌انگیزترین باشگاه‌های روسیه محسوب می‌شود. این باشگاه در شهر رامنسکویه در استان مسکو واقع شده و در طول دهه‌ها فعالیت خود، فراز و نشیب‌های فراوانی را از سر گذرانده است؛ از دوران درخشش در لیگ برتر روسیه تا انحلال و احیای مجدد.

#### تولد در شوروی: ریشه‌ها از ۱۹۴۶
باشگاه در سال ۱۹۴۶ با نام اولیه "Krylya Sovetov" (بال‌های شورا) بنیان‌گذاری شد؛ این نام در آن زمان میان تیم‌های شوروی متداول بود و نشان‌دهنده وابستگی به صنایع هوافضا یا نظامی بود.
در دهه‌های بعد، نام باشگاه چندین بار تغییر یافت و این موضوع با توجه به تغییرات مالکیت یا حمایت‌کنندگان مالی رایج بود:
| دوره زمانی     | نام باشگاه                            |
| -------------- | ------------------------------------- |
| 1946–1957      | Krylya Sovetov                        |
| 1958–1959      | Trud                                  |
| 1960–2002      | Saturn                                |
| 2002–2004      | Saturn-REN TV                         |
| 2004–2023      | Saturn                                |
| 2023–2024      | Leon Saturn (با اسپانسر شرط‌بندی Leon) |
| از 2025 تاکنون | Saturn (بازگشت به نام سنتی)           |

#### دهه ۱۹۹۰ تا ۲۰۱۰: دوران طلایی در لیگ برتر
ساترن در دهه ۹۰ با سیاست جذب بازیکنان مستعد داخلی و بین‌المللی، جایگاه خود را در ساختار فوتبال حرفه‌ای روسیه تثبیت کرد. این باشگاه از ۱۹۹۸ تا ۲۰۱۰ در لیگ برتر روسیه (Russian Premier League) بازی کرد و با تیم‌هایی نظیر اسپارتاک مسکو، زسکا، و زنیت رقابت می‌کرد.
در این دوره، ساترن یکی از باشگاه‌های پرهزینه روسیه بود. بازیکنانی چون:
- آندری کانچلسکیس (ستاره سابق منچستریونایتد و اورتون)
- رومن شیروکوف (کاپیتان وقت تیم ملی روسیه)
- آنتونین کینسکی (دروازه‌بان ملی‌پوش جمهوری چک)

در این تیم توپ زدند و باشگاه حتی به نیمه‌نهایی جام حذفی روسیه (Russian Cup) راه یافت.

#### بحران مالی و انحلال در سال ۲۰۱۱
با وجود سرمایه‌گذاری بالا، مدیریت ناکارآمد مالی و بدهی‌های انباشته، در نهایت باشگاه در ابتدای سال ۲۰۱۱ اعلام ورشکستگی کرد. بدهی‌ها از مرز ۱ میلیارد روبل عبور کرده بود و اسپانسرها دیگر توانایی پشتیبانی مالی نداشتند. فدراسیون فوتبال روسیه مجوز فعالیت باشگاه را لغو کرد و تیم منحل شد.

#### بازگشت از خاکستر: از FC Saturn-2 تا احیای رسمی
در سال ۲۰۱۳، تیم دوم باشگاه با نام FC Saturn-2 Moscow Region به‌عنوان هسته احیای باشگاه عمل کرد. با حمایت جامعه هواداران، مقامات محلی، و برخی سرمایه‌گذاران کوچک، باشگاه دوباره جان گرفت و وارد دسته دوم لیگ حرفه‌ای روسیه شد.
از آن زمان تا امروز، ساترن عمدتاً در دسته دوم (Second League) و دسته سوم (PFL) رقابت می‌کند، اما همچنان یکی از باشگاه‌های پرطرفدار محلی و دارای برنامه‌های آکادمی فعال است.

#### جمع‌بندی تاریخی
باشگاه ساترن رامنسکویه نماد مقاومت و پایداری در برابر چالش‌های مالی و ساختاری است. با پیشینه‌ای ترکیب‌شده از فوتبال شوروی، حضور در اوج لیگ برتر روسیه، سقوط به پایین‌ترین سطوح، و بازسازی تدریجی، این باشگاه نمونه‌ای از فراز و نشیب‌های واقعی در تاریخ فوتبال شرقی اروپا است. با بازگشت به نام سنتی "Saturn" در ۲۰۲۵، هواداران امیدوارند دوران جدیدی از ثبات و پیشرفت برای تیم‌شان رقم بخورد.

## مدیریت و کادر فنی باشگاه FC Saturn Ramenskoye
باشگاه فوتبال ساترن رامنسکویه طی سال‌های اخیر با بازسازی ساختار مدیریتی خود تلاش کرده است تا ثبات سازمانی بیشتری پیدا کند و بتواند مسیر بازگشت به لیگ‌های بالاتر را هموار سازد. در این راستا، چهره‌های شناخته‌شده‌ای از فوتبال روسیه به بدنه مدیریتی و فنی باشگاه پیوسته‌اند.

#### مدیریت ارشد
مدیرعامل (General Director): رومن شیروکوف (Roman Shirokov)
رومن شیروکوف، بازیکن سابق تیم ملی روسیه و باشگاه‌هایی چون زنیت و اسپارتاک، از سال ۲۰۲3 هدایت ساختار اجرایی باشگاه را برعهده دارد.
او پس از بازنشستگی، به‌عنوان چهره‌ای معتبر و پرتجربه وارد حوزه مدیریت فوتبال شد و حالا مأموریت احیای جایگاه حرفه‌ای ساترن را برعهده گرفته است. رویکرد مدیریتی او مبتنی بر شفافیت مالی، توسعه آکادمی و استفاده از منابع محلی است.
مدیر اجرایی عملیات ورزشی:
اطلاعات دقیقی از سمت رسمی این فرد در منابع باز موجود نیست، اما ساختار باشگاه از مدل نیمه‌دولتی/نیمه‌خصوصی با حمایت شهرداری رامنسکویه پیروی می‌کند. این به معنای وابستگی نسبی به بودجه‌های محلی است.

#### سرمربی تیم اصلی
سرمربی فعلی (Head Coach): آرتیوم گورلوف (Artyom Gorlov)
آرتیوم گورلوف از مربیان نسل جدید فوتبال روسیه است که تمرکز اصلی‌اش بر جوان‌گرایی، سازمان‌دهی دفاعی منسجم، و استفاده از سیستم‌های مدرن تمرینی است.
- سن: متولد ۱۹۸۶
- سبک مربی‌گری: بازی‌سازی از خط دفاع، تمرکز بر تاکتیک‌های فشرده و انتقال سریع
- سابقه قبلی: سابقه فعالیت در تیم‌های پایه و همچنین حضور در کادر فنی چند باشگاه لیگ اول روسیه

او از فصل ۲۰۲۳ هدایت فنی تیم را برعهده گرفت و توانست باشگاه را در همان فصل به جایگاه سوم در گروه B از لیگ دوم روسیه برساند — موفقیتی که امیدها برای صعود را زنده نگه داشت.

#### کادر فنی همراه
| سمت                  | نام                                   |
| -------------------- | ------------------------------------- |
| دستیار اول مربی      | الکساندر پتروف (Aleksandr Petrov)     |
| مربی دروازه‌بان‌ها     | دیمیتری پالچیکوف (Dmitry Palchikov)   |
| مربی بدنساز          | ایگور زاخاروچنکو (Igor Zakharochenko) |
| آنالیزور بازی و آمار | پاول یاکوفلف (Pavel Yakovlev)         |
| پزشک تیم             | دکتر سرگئی ایوانوف (Sergey Ivanov)    |

 توجه: نام‌ها بر اساس منابع غیررسمی و گاه گزارش‌های رسانه‌ای فوتبال روسیه گردآوری شده‌اند و ممکن است دستخوش تغییرات فصلی شوند.

#### اهداف مدیریتی و فنی
باشگاه Saturn با برنامه‌ای پنج‌ساله قصد دارد:
- به لیگ اول (FNL) بازگردد
- ساختار آکادمی را تقویت کند و حداقل ۵ بازیکن بومی به تیم اصلی ارتقا دهد
- استانداردهای مالی و شفافیت بودجه را با استانداردهای فدراسیون روسیه هم‌تراز کند
- یک شریک مالی دائم و پایدار جذب کند تا باشگاه از بحران‌های مالی سابق در امان بماند

## بازیکنان برجسته در تاریخ باشگاه FC Saturn Ramenskoye
باشگاه فوتبال ساترن رامنسکویه در طول دهه‌ها فعالیت حرفه‌ای خود میزبان بازیکنان داخلی و بین‌المللی متعددی بوده است. برخی از این بازیکنان نه‌تنها نقش کلیدی در عملکرد فنی تیم ایفا کردند، بلکه به شهرت ملی یا بین‌المللی نیز دست یافتند. در این بخش، به معرفی دقیق و شرح عملکرد هر یک از مهم‌ترین بازیکنان تاریخ باشگاه می‌پردازیم:

#### 1. آندری کانچلسکیس (Andrei Kanchelskis)
- پُست: وینگر راست
- ملیت: روسیه / اوکراین
- حضور در ساترن: 2004–2005
- کارنامه: یکی از شناخته‌شده‌ترین بازیکنان روسی در سطح بین‌المللی که سابقه بازی در منچستریونایتد، اورتون و فیورنتینا را در کارنامه دارد. او در پایان دوران بازی خود، به ساترن پیوست و در نقش رهبر فنی در زمین، تجربه و شخصیت بین‌المللی خود را به تیم منتقل کرد. حضور او یک نقطه عطف رسانه‌ای برای باشگاه محسوب می‌شود.

#### 2. دیمیتری کیریچنکو (Dmitry Kirichenko)
- پُست: مهاجم
- ملیت: روسیه
- حضور در ساترن: 2002–2004
- کارنامه: یکی از برترین گلزنان روسی دهه 2000 که در سال 2004 آقای گل لیگ برتر روسیه شد. در ساترن، توانست خط حمله‌ای قدرتمند تشکیل دهد و سهم بالایی در تثبیت جایگاه باشگاه در لیگ برتر ایفا کرد.

#### 3. آندری کاریاکا (Andrei Karyaka)
- پُست: هافبک هجومی
- ملیت: روسیه
- حضور در ساترن: 2006–2007
- کارنامه: با سابقه حضور در تیم ملی روسیه و باشگاه‌های بنفیکا و کریلیا، در دوران حضورش در ساترن، به عنوان طراح اصلی حملات شناخته می‌شد. تکنیک بالا، ضربات ایستگاهی دقیق، و بازی‌خوانی از ویژگی‌های بارز او بود.

#### 4. آنتونین کینسکی (Antonín Kinský)
- پُست: دروازه‌بان
- ملیت: جمهوری چک
- حضور در ساترن: 2004–2010
- کارنامه: رکورددار بیشترین بازی در تاریخ باشگاه با 186 مسابقه رسمی. در دوره طلایی باشگاه در لیگ برتر، مهره‌ای کلیدی در خط دروازه بود. با واکنش‌های سریع، تجربه بین‌المللی، و رهبری دفاعی، یکی از محبوب‌ترین چهره‌های هواداران به شمار می‌رود.

#### 5. سرگئی روگاشف (Sergey Rogachev)
- پُست: مهاجم
- ملیت: روسیه
- کارنامه: رکورددار گلزنی در تاریخ باشگاه با 32 گل رسمی. در دوران حضورش، نقش تعیین‌کننده‌ای در پیروزی‌های حساس ایفا کرد. سبک بازی فیزیکی و توانایی تمام‌کنندگی بالا از ویژگی‌های کلیدی او بود.

#### 6. رومان شیروکوف (Roman Shirokov)
- پُست: هافبک میانی
- ملیت: روسیه
- حضور در تیم: اواخر دهه 2000
- کارنامه: پیش از آنکه به شهرت در زنیت و تیم ملی برسد، مدتی در ساترن بازی کرد. بعداً به‌عنوان مدیرعامل باشگاه نیز بازگشت. تسلط فنی بالا، پاس‌های دقیق و ذهن تاکتیکی، ویژگی‌هایی بودند که از همان ابتدا در او دیده می‌شد.

#### 7. یان دوریچا (Jan Durica)
- پُست: مدافع مرکزی
- ملیت: اسلواکی
- حضور در ساترن: 2006–2008
- کارنامه: مدافعی مستحکم و با تجربه که بعدها به لوکوموتیو مسکو و تیم ملی اسلواکی پیوست. در زمان حضورش، خط دفاع ساترن از منسجم‌ترین خطوط لیگ بود.

#### 8. ادوگراس چسناوسکیس (Edgaras Česnauskis)
- پُست: وینگر
- ملیت: لیتوانی
- حضور در ساترن: 2007–2009
- کارنامه: سرعت بالا و دریبل‌های انفجاری باعث شد به یکی از خطرناک‌ترین بازیکنان کناری لیگ تبدیل شود. در رقابت‌های جام یوفا نیز تجربه داشت.

#### 9. بنوآ آنگبوا (Benoît Angbwa)
- پُست: دفاع راست
- ملیت: کامرون
- حضور در ساترن: 2007–2010
- کارنامه: دفاع‌ راست جنگنده و با قابلیت دویدن بالا که در تیم ملی کامرون نیز سابقه داشت. عملکرد دفاعی قوی و نقش حمایتی‌اش در کناره‌ها، او را به گزینه‌ای کلیدی تبدیل کرده بود.

#### 10. بافور جیان (Baffour Gyan)
- پُست: مهاجم
- ملیت: غنا
- حضور در ساترن: 2006–2009
- کارنامه: برادر آساموا جیان، در چندین بازی حساس گل‌های کلیدی برای تیم به ثمر رساند. فیزیک قوی و توانایی نفوذ در عمق خطوط دفاعی از ویژگی‌های بازی او بود.

#### سایر بازیکنان شاخص:
- فرخود واسیف (Tajikistan) – وینگر سرعتی و خلاق
- پاول سولومین (Uzbekistan) – مهاجم با شم گلزنی بالا
- آخمد ینگورازوف (Russia) – هافبک جنگنده با حضور مؤثر در میانه میدان
- فردی بارئیرو (Paraguay) – مهاجم تکنیکی با سابقه بازی در لیگ‌های آمریکای جنوبی

## رکوردهای باشگاه و افتخارات رسمی FC Saturn Ramenskoye
باشگاه فوتبال ساترن رامنسکویه اگرچه هرگز موفق به کسب عنوان قهرمانی در سطح لیگ برتر روسیه یا رقابت‌های اروپایی نشده، اما در تاریخ خود رکوردها، جایگاه‌ها و افتخارات معناداری را به‌دست آورده که بازتابی از هویت رقابتی و مسیر صعودی آن در فوتبال روسیه است.

#### رکوردهای فردی بازیکنان
| عنوان رکورد                                | بازیکن                      | عدد            | توضیح                                                                        |
| ------------------------------------------ | --------------------------- | -------------- | ---------------------------------------------------------------------------- |
| بیشترین بازی در تاریخ باشگاه               | آنتونین کینسکی              | ۱۸۶ بازی       | دروازه‌بان وفادار باشگاه که از ۲۰۰۴ تا ۲۰۱۰ سنگربان اول تیم بود               |
| بیشترین گل زده در تمام ادوار               | سرگئی روگاشف                | ۳۲ گل          | مهاجم کلاسیک روس که در دهه ۹۰ درخشید                                         |
| بیشترین کلین‌شیت در یک فصل                  | آنتونین کینسکی              | ۱۲ کلین‌شیت     | در فصل ۲۰۰۶ لیگ برتر روسیه                                                   |
| بیشترین انتقال پرهزینه از باشگاه           | یان دوریچا → لوکوموتیو مسکو | ~۲ میلیون یورو | انتقال در سال ۲۰۰۸                                                           |
| بیشترین حضور در تیم ملی از بازیکنان باشگاه | آندری کانچلسکیس             | ۳۶ بازی ملی    | در زمان حضورش در منچستریونایتد به اوج رسید، اما سابقه حضور در ساترن نیز دارد |

#### افتخارات تیمی رسمی
روند رشد باشگاه در سطوح مختلف فوتبال روسیه با تعدادی افتخار محلی و دستاوردهای رده‌بالا همراه بوده است:
| رقابت                                         | بهترین عملکرد           | سال/فصل                            |
| --------------------------------------------- | ----------------------- | ---------------------------------- |
| لیگ برتر روسیه                                | رده پنجم جدول           | فصل ۲۰۰۷                           |
| جام حذفی روسیه                                | صعود به مرحله نیمه‌نهایی | ۲۰۰۵–۲۰۰۶                          |
| لیگ دسته اول روسیه                            | صعود به لیگ برتر        | ۱۹۹۸                               |
| لیگ حرفه‌ای دسته دوم روسیه (Post-Refoundation) | صعود از گروه            | ۲۰۱۴–۲۰۱۵                          |
| لیگ منطقه‌ای شوروی سابق                        | نایب‌قهرمانی             | ۱۹۸۶ (در دوران نام Krylya Sovetov) |

#### رکوردهای باشگاهی دیگر
- بیشترین برد متوالی: ۷ برد – فصل ۲۰۰۴ لیگ برتر
- بزرگ‌ترین پیروزی: ۶–۱ مقابل آنژی ماخاچکالا (2005)
- سنگین‌ترین شکست: ۰–۶ مقابل زنیت سن‌پترزبورگ (2009)
- بیشترین تعداد گل در یک فصل: ۴۷ گل (فصل ۲۰۰۷)
- کمترین گل خورده در یک فصل: ۲۱ گل (فصل ۲۰۰۶)

#### حضور در رقابت‌های بین‌المللی دوستانه
هرچند باشگاه به‌طور رسمی در رقابت‌های اروپایی مانند لیگ اروپا یا لیگ قهرمانان حضور نداشته، اما در مسابقات بین‌المللی دوستانه با تیم‌هایی از جمهوری چک، ترکیه، قزاقستان و اسلوونی بازی کرده و در تورنمنت‌های تابستانی شرکت داشته است. عملکرد خوب در این دیدارها به شناخته‌تر شدن باشگاه در سطح بین‌المللی کمک کرد.

## عملکرد فصلی و وضعیت کنونی باشگاه FC Saturn Ramenskoye در فصل ۲۰۲۵
باشگاه فوتبال ساترن رامنسکویه (FC Saturn Ramenskoye) در فصل ۲۰۲۵ همچنان در لیگ حرفه‌ای دسته دوم روسیه (Russian Second League – Group B) به رقابت مشغول است. پس از بازسازی باشگاه در سال ۲۰۱۳ و چند فصل پرفراز و نشیب، اکنون این تیم در حال تثبیت جایگاه خود و تلاش برای صعود به لیگ‌های بالاتر است.

#### عملکرد در فصل ۲۰۲۴–۲۰۲۵
- رتبه نهایی در فصل گذشته: مقام سوم در گروه B لیگ دسته دوم
- تعداد بازی‌ها: ۳۴ مسابقه
- برد – مساوی – باخت: ۱۸ برد – ۹ مساوی – ۷ باخت
- گل زده / خورده: ۵۲ گل زده – ۳۱ گل خورده
- امتیاز کل: ۶۳ امتیاز
- میانگین امتیاز در هر بازی: ۱.۸۵
- بهترین برد: ۴-۰ مقابل FK Kolomna
- بزرگ‌ترین شکست: ۱-۳ مقابل Rotor Volgograd

این عملکرد موجب شد باشگاه در آستانه پلی‌آف صعود قرار گیرد، اما در دیدار نهایی از صعود به دسته بالاتر بازماند.

#### وضعیت تاکتیکی تیم در فصل ۲۰۲۵
تیم تحت هدایت سرمربی جوان و تحلیل‌محور آرتیوم گورلوف، در فصل ۲۰۲۵ با سیستم‌های انعطاف‌پذیری مانند ۴-۲-۳-۱ و ۴-۳-۳ وارد زمین می‌شود. رویکرد گورلوف بر پایه موارد زیر است:
- تسلط بر مالکیت توپ در برابر رقبا
- پرس شدید در نیمه حریف برای بازیابی سریع
- استفاده از بازیکنان جوان بومی و ارتقا از آکادمی باشگاه

#### بازیکنان کلیدی فصل جاری
| بازیکن          | پست         | عملکرد                           |
| --------------- | ----------- | -------------------------------- |
| ایلیا کوزنتسوف  | مهاجم       | ۱۴ گل و ۵ پاس گل در ۲۵ بازی      |
| ماکسیم کورنیلین | هافبک مرکزی | رهبر میانه میدان، با دقت پاس ۸۷٪ |
| نیکیتا لاریونوف | دروازه‌بان   | ۱۰ کلین‌شیت در ۲۲ بازی            |

#### وضعیت کنونی و برنامه آینده
- رتبه فعلی: در حال حاضر در جایگاه چهارم جدول گروه B قرار دارد (تا تاریخ ژوئن ۲۰۲۵)
- دیدار بعدی: مقابل چرتانوو مسکو در تاریخ ۷ ژوئن ۲۰۲۵
- هدف فنی باشگاه: قرارگیری در بین ۲ تیم اول جدول برای صعود مستقیم به لیگ دسته اول (FNL)

باشگاه FC Saturn Ramenskoye همچنین برنامه‌هایی برای بهبود امکانات تمرینی، بازسازی ورزشگاه و جذب اسپانسر جدید برای فصل ۲۰۲۶ دارد.

#### چشم‌انداز آینده
با تکیه بر ساختار جوان‌گرایانه، مدیریت فنی دقیق و کادر مدیریتی پایدار، باشگاه در حال ساختن بنیان‌هایی است که نه‌تنها به صعود منجر شود، بلکه بتواند در آینده نزدیک مجدداً در سطح لیگ برتر روسیه دیده شود.
این نگاه بلندمدت با افزایش بازدید هواداران، حضور در شبکه‌های اجتماعی، و جذب استعدادهای جدید از منطقه مسکو ترکیب شده تا باشگاه را به‌عنوان یکی از پروژه‌های موفق بازسازی فوتبال روسیه معرفی کند.

## جنبش هواداری و فرهنگ هواداری باشگاه FC Saturn Ramenskoye
وقتی از باشگاه FC Saturn Ramenskoye صحبت می‌کنیم، فقط درباره یک تیم فوتبال روسی حرف نمی‌زنیم؛ بلکه درباره یک هویت فرهنگی و اجتماعی در حومه‌ی مسکو صحبت می‌کنیم که دهه‌هاست در قلب هواداران واقعی فوتبال ریشه دوانده است.

#### شکل‌گیری و ریشه‌های هواداری
جنبش هواداری FC Saturn در اواخر دهه ۱۹۸۰، زمانی که فوتبال شوروی در حال پوست‌اندازی بود، شکل گرفت. پس از فروپاشی اتحاد جماهیر شوروی، فوتبال برای مردم روسیه تبدیل به نقطه اتکایی عاطفی شد—و در این میان، باشگاه ساترن توانست با شخصیت خاص خود، هواداران متعصبی را به اطراف خود جمع کند.
در سال ۱۹۹۵، با رهبری شخصیتی به‌نام آندری ایگوریشف، گروه‌های رسمی هواداری مانند:
- Dorf Menschen
- BBS Firm

به‌وجود آمدند. این گروه‌ها نه‌تنها در ورزشگاه‌ها، بلکه در فضاهای شهری، اینترنت، و تورهای خارج از خانه هم فعالیت فعال داشتند.

#### نمادها، شعارها و هویت خاص
در میان باشگاه‌های روسیه، FC Saturn یکی از معدود تیم‌هایی است که از یک فضای مفهومی علمی‌تخیلی برای ساخت برند هواداری خود استفاده کرده است.
- نام "Saturn" (زحل)، الهام‌بخش لقب‌های هواداری خاصی شده، از جمله:
  - "بیگانگان" (Aliens)
  - "انسان‌نماها" (Humanoids)
  - "فرزندان زحل" (Children of Saturn)
- در پرچم‌ها و گرافیتی‌های هواداران، اغلب نمادهای کهکشانی، سفینه‌های فضایی و جلوه‌های نئونی دیده می‌شود—ترکیبی منحصربه‌فرد از فوتبال و هویت بین‌ستاره‌ای!
- شعار محبوب آنان:"ما از زحل آمده‌ایم... ما هرگز نمی‌بازیم!"

#### رفتار فرهنگی هواداران در استادیوم
استادیوم Saturn که در پارک مرکزی رامنسکویه قرار دارد، با ظرفیت ۱۴٬۶۸۵ نفر، به‌عنوان پایگاه رسمی این فرهنگ شناخته می‌شود. در روزهای بازی، شور و حال هواداران طوری‌ست که فضای استادیوم بیشتر شبیه یک جشنواره فرهنگی است تا صرفاً یک مسابقه فوتبال:
- استفاده از درام‌های سنگین، پرچم‌های عظیم و ترانه‌های مخصوص تیم
- همکاری بین نسل‌های مختلف هواداران—از دهه‌ی ۱۹۹۰ تا نوجوانان دهه ۲۰۲۰
- تشکیل کاروان‌های حمایتی در بازی‌های خارج از خانه با همراهی گروه‌های موسیقی خیابانی

#### هواداری دیجیتال
در عصر جدید، هواداران باشگاه Saturn حضور قدرتمندی در فضای مجازی دارند. کانال‌های تلگرام، گروه‌های VK، و صفحات اینستاگرامی با تولید محتواهای اختصاصی، تحلیلی و طنز، جامعه‌ای مجازی حول باشگاه ساخته‌اند که هر روز در حال گسترش است.

#### هواداران، نجات‌دهنده واقعی باشگاه
نقطه‌ی اوج فرهنگ هواداری Saturn، سال ۲۰۱۱ بود؛ زمانی که باشگاه به‌دلیل بحران مالی منحل شد. در آن مقطع، تنها نیرویی که اجازه نداد نام باشگاه از بین برود، فشار، وفاداری و اتحاد هواداران واقعی بود.
آن‌ها تجمع کردند، طومار امضا کردند، با مقامات محلی مذاکره کردند، و حتی به‌صورت داوطلبانه در ساختار باشگاه ایفای نقش کردند.
همین نیروی مردمی بود که منجر به بازسازی باشگاه در سال ۲۰۱۳ شد.

#### جمع‌بندی: باشگاه زحل؛ فراتر از فوتبال
اگر به‌دنبال درک مفهوم "فوتبال به‌مثابه فرهنگ" هستید، FC Saturn Ramenskoye یکی از مصادیق کامل آن است. این تیم نه‌فقط یک مجموعه ورزشی، بلکه قطب هویتی، اجتماعی و عاطفی برای هزاران هوادار است که فوتبال را نه به‌عنوان یک سرگرمی، بلکه به‌عنوان شیوه‌ی زندگی برگزیده‌اند.

#### 1.
1. وب‌سایت رسمی باشگاه FC Saturn Ramenskoye http://www.saturn-fc.ru/en/   اطلاعات رسمی در مورد ساختار باشگاه، تاریخچه، تیم‌های مختلف، اخبار و نتایج.
2. ویکی‌پدیای انگلیسی FC Saturn Ramenskoye https://en.wikipedia.org/wiki/FC_Saturn_Ramenskoye   شرح کامل تاریخچه، تغییرات نام، بازگشت پس از انحلال، بازیکنان برجسته، و ساختار باشگاه.
3. ویکی‌پدیای ساده FC Saturn Ramenskoye https://simple.wikipedia.org/wiki/F.C._Saturn_Ramenskoye   نسخه خلاصه‌شده و آسان‌فهم از اطلاعات باشگاه برای مخاطبان عمومی.
4. پروفایل باشگاه در ترانسفرمارکت (Transfermarkt) https://www.transfermarkt.com/saturn/startseite/verein/2737   آمار کامل بازیکنان، مربیان، نقل‌وانتقالات، عملکرد فصلی و ارزش‌گذاری بازار.
5. پروفایل باشگاه در Soccerway https://us.soccerway.com/teams/russia/fk-saturn-moskovskaya/1846/   نتایج زنده، برنامه بازی‌ها، ترکیب تیم، آمار مسابقات و وضعیت جدول.
6. پروفایل باشگاه در Flashscore https://www.flashscore.com/team/saturn-ramenskoye/CYC7kR2d/   آمار لحظه‌ای، جدول لیگ، عملکرد در فصل جاری، و اطلاعات بازی‌های آینده.
7. ویکی‌پدیای اسپانیایی – FC Leon Saturn Ramenskoye https://es.wikipedia.org/wiki/Football_Club_Leon_Saturn_R%C3%A1menskoye   توضیح درباره تغییر نام موقت باشگاه به Leon Saturn به‌دلیل اسپانسری در سال ۲۰۲۳–۲۰۲۴.
8. ویکی‌پدیای ورزشگاه ساترن (Saturn Stadium) https://en.wikipedia.org/wiki/Saturn_Stadium   اطلاعات کامل از ورزشگاه خانگی باشگاه شامل ظرفیت، ساختار و موقعیت جغرافیایی.
9. فهرست بازیکنان باشگاه در ویکی‌پدیا (Category: FC Saturn Ramenskoye players) https://en.wikipedia.org/wiki/Category:FC_Saturn_Ramenskoye_players   مجموعه‌ای از بازیکنان برجسته و تاریخی این باشگاه همراه با صفحات اختصاصی.
10. فهرست سرمربیان و مدیران باشگاه در ویکی‌پدیا (Category: FC Saturn Ramenskoye managers) https://en.wikipedia.org/wiki/Category:FC_Saturn_Ramenskoye_managers   اطلاعات در مورد سرمربیان و مدیران باشگاه در دوره‌های مختلف تاریخی.

- مشارکت‌کنندگان ویکی‌پدیا. «FC Saturn Ramenskoye». در دانشنامهٔ ویکی‌پدیای انگلیسی، بازبینی‌شده در ۱۸ ژوئیه ۲۰۱۹.

1. ↑  "Category:FC Saturn Ramenskoye managers". Wikipedia (به انگلیسی). 2025-01-28.
2. ↑  "Saturn Stadium". Wikipedia (به انگلیسی). 2025-01-26.